# تپه‌های دره چمان
تپه‌های دره چمان مربوط به دوران پیش از تاریخ ایران باستان - دوران‌های تاریخی پس از اسلام است و در شهرستان بیجار، بخش چنگ الماس، روستای چشمه آدینه واقع شده و این اثر در تاریخ ۱۰ دی ۱۳۸۱ با شمارهٔ ثبت ۶۸۲۳ به‌عنوان یکی از آثار ملی ایران به ثبت رسیده است.